# Романівка (Бурятія)
Романівка (рос. Романовка) — село Баунтовського евенкійського району, Бурятії Росії. Входить до складу Сільського поселення Вітімське.
Населення —  1218 осіб (2015 рік). 